# Campionato italiano di sci di fondo femminile
Il Campionato italiano femminile di sci di fondo è una competizione del campionato italiano di sci nordico che si svolge annualmente tra le società sportive e i corpi di forze armate italiane associate alla Federazione italiana sport invernali. La prima edizione ufficiale si svolse nel 1951, mentre quello maschile nel 1909. Il campionato assegna più titoli durante tutto il periodo invernale nelle diverse specialità di sci di fondo.
Alcune specialità sono state sostituite nel tempo da specialità con kilometraggio diverso, ad esempio la 20 km nel 1988 è stata sostituita dalla 30 km, o con tecnica diversa, come ad esempio la 15 km sostituita dalla 2x7,5 km pursuit, ovvero ad inseguimento.

## Albo d'oro

### 1950-1959
| Anno | Luogo | Tecnica  | 10 km                                                 |
| ---- | ----- | -------- | ----------------------------------------------------- |
| 1951 |       | Classica | Ildegarda Taffra Fides Romanin R. Wuerich             |
| 1952 |       | Classica | Ildegarda Taffra Anita Parmesani Fides Romanin        |
| 1953 |       | Classica | Ildegarda Taffra Erminia Mus Amalia Marcolini         |
| 1954 |       | Classica | Ildegarda Taffra Erminia Mus Anita Parmesani          |
| 1955 |       | Classica | Ildegarda Taffra Maria Pession Fides Romanin          |
| 1956 |       | Classica | Ildegarda Taffra Rita Bottero Elisabetta Bellone      |
| 1957 |       | Classica | Elisabetta Astegiano Fides Romanin Elisabetta Bellone |
| 1958 |       | Classica | Elisabetta Bellone Fides Romanin Cristina Platter     |
| 1959 |       | Classica | Elisabetta Bellone Elisabetta Astegiano Fides Romanin |

### 1960-1969
| Anno | Luogo | Tecnica  | 10 km                                                  | 5 km                                                |
| ---- | ----- | -------- | ------------------------------------------------------ | --------------------------------------------------- |
| 1960 |       | Classica | Elisabetta Astegiano Elisabetta Bellone Alina Reboulaz |                                                     |
| 1961 |       | Classica | Elisabetta Astegiano Lorenzina Guala Alina Reboulaz    |                                                     |
| 1962 |       | Classica | Lorenzina Guala Alina Reboulaz Nella Perro             |                                                     |
| 1963 |       | Classica | Lorenzina Guala Annamaria Samassa Nella Perro          |                                                     |
| 1964 |       | Classica | Nella Perro Silvana Tirozzo Lucia Nigretti             |                                                     |
| 1965 |       | Classica | Annamaria Samassa Rita Rosso Maria De Tomasi           |                                                     |
| 1966 |       | Pursuit  |                                                        | Annamaria Samassa Nella Perro Rita Rosso            |
| 1967 |       | Pursuit  |                                                        | Tina Chapal Rita Rosso Adelina Pasero               |
| 1968 |       | Pursuit  |                                                        | Annamaria Samassa Margherita Rosso Agnese Brighenti |
| 1969 |       | Pursuit  |                                                        | Annamaria Samassa Agnese Brighenti Cristina Rizzi   |

### 1970-1979
| Anno | Luogo | Tecnica  | 10 km                                              | 5 km                                             |
| ---- | ----- | -------- | -------------------------------------------------- | ------------------------------------------------ |
| 1970 |       | Pursuit  |                                                    | Annamaria Samassa Iris Peyrot Ludovica Baschiera |
| 1971 |       | Pursuit  |                                                    | Iris Peyrot Annamaria Samassa Sara Puntel        |
| 1972 |       | Pursuit  |                                                    | Giorgina Galletti Bruna Tinazzi Sara Puntel      |
| 1973 |       | Pursuit  |                                                    | Sara Puntel Giuseppina Conti Bruna Tinazzi       |
| 1974 |       | Pursuit  |                                                    | Bruna Tinazzi Sara Puntel Teresa Puntel          |
| 1975 |       | Pursuit  |                                                    | Bruna Tinazzi Sara Puntel Teresa Puntel          |
| 1976 |       | Pursuit  |                                                    | Maria Canins Renata Tinazzi Anna Maria Folletto  |
| 1977 |       | Classica | Sonia Basso Maria Canins Giacomina Puntel          |                                                  |
| 1978 |       | Classica | Guidina Dal Sasso Silvia Giaccone Antonia Monzardo |                                                  |
| 1979 |       | Classica | Sonia Basso Maria Canins Guidina Dal Sasso         |                                                  |

### 1980-1989
| Anno | Luogo | Tecnica                                              | 20 km                                           | 30 km                                               | 15 km                                                | 10 km                                                | 5 km                                              |
| ---- | ----- | ---------------------------------------------------- | ----------------------------------------------- | --------------------------------------------------- | ---------------------------------------------------- | ---------------------------------------------------- | ------------------------------------------------- |
| 1980 |       | Classica                                             | N.D.                                            | N.D.                                                | N.D.                                                 | Maria Canins Guidina Dal Sasso Sonia Basso           | N.D.                                              |
| 1981 |       | Classica (10 km-20 km) Pursuit (5 km)                | Maria Canins Sonia Basso Silvia Giaccone        | N.D.                                                | N.D.                                                 | Maria Canins Bice Vanzetta Sonia Basso               | Maria Canins Manuela Di Centa Antonella Bidinot   |
| 1982 |       | Classica (10 km-20 km) Pursuit (5 km)                | Maria Canins Manuela Di Centa Guidina Dal Sasso | N.D.                                                | N.D.                                                 | Maria Canins Guidina Dal Sasso Manuela Di Centa      | Manuela Di Centa Maria Canins Bice Vanzetta       |
| 1983 |       | Classica (10 km-20 km) Pursuit (5 km)                | Maria Canins Manuela Di Centa Guidina Dal Sasso | N.D.                                                | N.D.                                                 | Maria Canins Guidina Dal Sasso Paola Pozzoni         | Manuela Di Centa Klara Angerer Paola Pozzoni      |
| 1984 |       | Classica (10 km-20 km) Pursuit (5 km)                | Maria Canins Guidina Dal Sasso Klara Angerer    | N.D.                                                | N.D.                                                 | Maria Canins Guidina Dal Sasso Manuela Di Centa      | Maria Canins Klara Angerer Guidina Dal Sasso      |
| 1985 |       | Classica (10 km-20 km) Pursuit (5 km)                | Guidina Dal Sasso Manuela Di Centa Maria Canins | N.D.                                                | N.D.                                                 | Guidina Dal Sasso Maria Canins Paola Pozzoni         | Maria Canins Manuela Di Centa Guidina Dal Sasso   |
| 1986 |       | Classica (10 km-20 km) Pursuit (5 km)                | Guidina Dal Sasso Manuela Di Centa Maria Canins | N.D.                                                | N.D.                                                 | Guidina Dal Sasso Manuela Di Centa Paola Pozzoni     | Manuela Di Centa Guidina Dal Sasso Paola Pozzoni  |
| 1987 |       | Classica (10 km-20 km) Pursuit (5 km)                | Bice Vanzetta Paola Pozzoni Manuela Di Centa    | N.D.                                                | N.D.                                                 | Paola Pozzoni Gabriella Carrel Guidina Dal Sasso     | Manuela Di Centa Paola Pozzoni Bice Vanzetta      |
| 1988 |       | Classica (10 km-20 km) Pursuit (5 km)                | Manuela Di Centa Bice Vanzetta Gabriella Carrel | N.D.                                                | N.D.                                                 | Manuela Di Centa Guidina Dal Sasso Stefania Belmondo | Manuela Di Centa Bice Vanzetta Maria Canins       |
| 1989 |       | Libera (30 km) Classica (15 km-10 km) Pursuit (5 km) | N.D.                                            | Manuela Di Centa Guidina Dal Sasso Gabriella Carrel | Stefania Belmondo Guidina Dal Sasso Gabriella Carrel | Stefania Belmondo Klara Angerer Gabriella Carrel     | Stefania Belmondo Guidina Dal Sasso Bice Vanzetta |

### 1990-1999
| Anno | Luogo | Tecnica                                                | 30 km                                                  | 15 km                                                    | 10 km                                                 | 7,5 km     | 5 km                                                 |
| ---- | ----- | ------------------------------------------------------ | ------------------------------------------------------ | -------------------------------------------------------- | ----------------------------------------------------- | ---------- | ---------------------------------------------------- |
| 1990 |       | Libera (30 km) Classica (15 km-5 km) Combinata (10 km) | Manuela Di Centa Stefania Belmondo Gabriella Paruzzi   | Stefania Belmondo Guidina Dal Sasso Gabriella Carrel     | Manuela Di Centa Guidina Dal Sasso Gabriella Paruzzi  | cancellata |                                                      |
| 1991 |       | Libera (30 km-10 km) Classica (15 km-5 km)             | Manuela Di Centa Gabriella Paruzzi Bice Vanzetta       | Stefania Belmondo Guidina Dal Sasso Manuela Di Centa     | Stefania Belmondo Gabriella Paruzzi Manuela Di Centa  |            | Stefania Belmondo Manuela Di Centa Gabriella Paruzzi |
| 1992 |       | Classica (15 km-5 km) Combinata (10 km)                | cancellata                                             | Stefania Belmondo Bice Vanzetta Gabriella Paruzzi        | Manuela Di Centa Gabriella Paruzzi Bice Vanzetta      |            | Manuela Di Centa Bice Vanzetta Gabriella Paruzzi     |
| 1993 |       | Libera (30 km) Classica (15 km-5 km) Combinata (10 km) | Manuela Di Centa Gabriella Paruzzi Sabina Valbusa      | Manuela Di Centa Gabriella Paruzzi Bice Vanzetta         | Manuela Di Centa Gabriella Paruzzi Bice Vanzetta      |            | Manuela Di Centa Bice Vanzetta Gabriella Paruzzi     |
| 1994 |       | Libera (15 km-10 km) Classica (30 km-5 km)             | Stefania Belmondo Guidina Dal Sasso Cristina Paluselli | Stefania Belmondo Manuela Di Centa Sabina Valbusa        | Stefania Belmondo Gabriella Paruzzi Sabina Valbusa    |            | Stefania Belmondo Bice Vanzetta Gabriella Paruzzi    |
| 1995 |       | Libera (30 km-10 km) Classica (15 km-5 km)             | Stefania Belmondo Manuela Di Centa Guidina Dal Sasso   | Stefania Belmondo Guidina Dal Sasso Cristina Paluselli   | Stefania Belmondo Guidina Dal Sasso Sabina Valbusa    |            | Stefania Belmondo Sabina Valbusa Guidina Dal Sasso   |
| 1996 |       | Libera (30 km-10 km) Classica (15 km-5 km)             | Stefania Belmondo Nathalie Santer Barbara Giacomuzzi   | Stefania Belmondo Guidina Dal Sasso Cristina Paluselli   | Manuela Di Centa Stefania Belmondo Guidina Dal Sasso  |            | Manuela Di Centa Stefania Belmondo Guidina Dal Sasso |
| 1997 |       | Libera (15 km-10 km) Classica (30 km-5 km)             | Sabina Valbusa Eugenia Bitchougova Lara Peyrot         | Manuela Di Centa Sabina Valbusa Gabriella Paruzzi        | Stefania Belmondo Sabina Valbusa Gabriella Paruzzi    |            | Stefania Belmondo Gabriella Paruzzi Sabina Valbusa   |
| 1998 |       | Libera (30 km-10 km) Classica (15 km-5 km)             | Stefania Belmondo Sabina Valbusa Guidina Dal Sasso     | Gabriella Paruzzi Antonella Confortola Anna Santer       | Gabriella Paruzzi Sabina Valbusa Karin Moroder        |            | Gabriella Paruzzi Karin Moroder Sabina Valbusa       |
| 1999 |       | Libera (15 km-10 km) Classica (30 km-5 km)             | Gabriella Paruzzi Karin Moroder Cristina Paluselli     | Stefania Belmondo Gabriella Paruzzi Antonella Confortola | Gabriella Paruzzi Sabina Valbusa Antonella Confortola |            | Gabriella Paruzzi Sabina Valbusa Stefania Belmondo   |

### 2000-2009
| Anno | Luogo                                                                                        | Tecnica                                                                      | 30 km                                                    | 15 km                                                     | 10 km | 2x7,5 km Pursuit                                      | 7,5 km                                                                                                  | 5 km                                                      | Sprint                                         | Team sprint                                                                                      |
| ---- | -------------------------------------------------------------------------------------------- | ---------------------------------------------------------------------------- | -------------------------------------------------------- | --------------------------------------------------------- | --- | ----------------------------------------------------- | --- | --------------------------------------------------------- | ---------------------------------------------- | ------------------------------------------------------------------------------------------------ |
| 2000 |                                                                                              | Libera (30 km-10 km) Classica (15 km-5 km)                                   | Stefania Belmondo Sabina Valbusa Cristina Paluselli      | Stefania Belmondo Gabriella Paruzzi Sabina Valbusa        | Stefania Belmondo Gabriella Paruzzi Sabina Valbusa                                                                               | N.D.                                                  | | Stefania Belmondo Gabriella Paruzzi Olga Kamenskaja       | N.D.                                           | N.D.                                                                                             |
| 2001 | Sappada (Sprint)                                                                             | Libera (30 km-Sprint) Classica (15 km) Pursuit (5 km)                        | Stefania Belmondo Gabriella Paruzzi Nathalie Santer      | Stefania Belmondo Gabriella Paruzzi Sabina Valbusa        | cancellata | N.D.                                                  | | Stefania Belmondo Sabina Valbusa Gabriella Paruzzi        | Sabina Valbusa Arianna Follis Anna Santer      | N.D.                                                                                             |
| 2002 | Gallio (Sprint)                                                                              | Libera (30 km-Sprint) Classica (15 km-10 km) Pursuit (5 km)                  | Stefania Belmondo Gabriella Paruzzi Antonella Confortola | Stefania Belmondo Cristina Paluselli Anna Santer          | Stefania Belmondo Marianna Longa Cristina Paluselli                                                                              | N.D.                                                  | | Stefania Belmondo Cristina Paluselli Antonella Confortola | Magda Genuin Sabina Valbusa Harmony Lunardi    | N.D.                                                                                             |
| 2003 | Fiera di Primiero (Team Sprint) Brusson (30 km-15 km-5 km-Sprint)                            | Libera (30 km-10 km-Sprint) Classica (15 km) Duathlon (10 km) Pursuit (5 km) | Gabriella Paruzzi Antonella Confortola Anna Santer       | Gabriella Paruzzi Sabina Valbusa Cristina Paluselli       | Gabriella Paruzzi (L) Sabina Valbusa (D) Antonella Confortola (L) Antonella Confortola (D) Arianna Follis (L) Marianna Longa (D) | N.D.                                                  | | Sabina Valbusa Antonella Confortola Marianna Longa        | Cristina Kelder Magda Genuin Sabina Valbusa    | N.D.                                                                                             |
| 2004 | Fiera di Primiero (Team sprint) Frassinoro (15 km-Sprint) Dobbiaco (10 km) Livigno (5 km)    | Libera (30 km-10 km-Sprint) Classica (15 km) Pursuit (5 km)                  | Gabriella Paruzzi Anna Santer Sabina Valbusa             | Gabriella Paruzzi Cristina Paluselli Antonella Confortola | Sabina Valbusa Gabriella Paruzzi Antonella Confortola                                                                            | N.D.                                                  | | Sabina Valbusa Magda Genuin Anna Santer                   | Cristina Kelder Arianna Follis Barbara Moriggl | N.D.                                                                                             |
| 2005 | Fiera di Primiero (Team sprint) Cogne (2x7,5 km)                                             | Libera (10 km) Classica (30 km-2x7,5 km)                                     | Gabriella Paruzzi Lara Peyrot Anna Santer                | N.D.                                                      | Sabina Valbusa Gabriella Paruzzi Antonella Confortola                                                                            | Gabriella Paruzzi Sabina Valbusa Arianna Follis       | | N.D.                                                      | cancellata                                     | Sabina Valbusa/Gabriella Paruzzi Barbara Moriggl/Cristina Kelder Magda Genuin/Karin Moroder      |
| 2006 | Slingia (2x7,5 km) Primiero (10 km-Sprint)                                                   | Libera (15 km-2x7,5 km-Sprint) Classica (10 km)                              | Veronica Cavallar Sabina Valbusa Lara Peyrot             | N.D.                                                      | Karin Moroder Lara Peyrot Veronica Cavallar                                                                                      | Cristina Paluselli Stephanie Santer Veronica Cavallar | | N.D.                                                      | Sabina Valbusa Barbara Moriggl Arianna Follis  | Sabina Valbusa/Gabriella Paruzzi Barbara Moriggl/Magda Genuin Antonella Confortola/Karin Moroder |
| 2007 | Slingia (30 km-Sprint) Livigno (7,5 km) Padola (10 km)                                       | Libera (30 km-10 km-7,5 km) Classica (7,5 km-Sprint)                         | Marianna Longa Antonella Confortola Stephanie Santer     | N.D.                                                      | Sabina Valbusa Magda Genuin | Marianna Longa Sabina Valbusa Arianna Follis          | Sabina Valbusa (C) Sabina Valbusa (L) Anna Santer (C) Magda Genuin (L) Magda Genuin (C) Anna Santer (L) | N.D.                                                      | Karin Moroder Magda Genuin Marianna Longa      | N.D.                                                                                             |
| 2008 | Anterselva (30 km) Cogne (2x7,5 km-Sprint) San Cassiano (10 km)                              | Libera (30 km-2x7,5 km) Classica (10 km-Sprint)                              | Arianna Follis Antonella Confortola                      | N.D.                                                      | Sabina Valbusa Antonella Confortola Magda Genuin                                                                                 | Sabina Valbusa Antonella Confortola Karin Moroder     | | N.D.                                                      | Elisa Brocard Karin Moroder                    | N.D.                                                                                             |
| 2009 | Fiera di Primiero (Team sprint) Slingia (30 km) Madonna di Campiglio (10 km-2x7,5 km-Sprint) | Classica                                                                     | Arianna Follis Karin Moroder Virginia De Martin Topranin | N.D.                                                      | Antonella Confortola | Antonella Confortola                                  | | N.D.                                                      | Magda Genuin Elisa Brocard Karin Moroder       | N.D.                                                                                             |

### 2010-2019
| Anno | Luogo | Tecnica                                                  | 30 km                                                            | 10 km | 2x7,5 km Pursuit                                            | 5 km                                                        | Sprint                                                 | Team sprint                                                                                             | Staffetta mista |
| ---- | --- | -------------------------------------------------------- | ---------------------------------------------------------------- | --- | ----------------------------------------------------------- | ----------------------------------------------------------- | ------------------------------------------------------ | --- | --- |
| 2010 | Fiera di Primiero (Team sprint) Campo Carlo Magno (30 km) Val Ridanna (2x7,5 km-Sprint) Sappada (10 km)                   | Libera (30 km-10 km-2x7,5 km) Classica (Sprint)          | Arianna Follis Antonella Confortola Stephanie Santer             | | Arianna Follis Karin Moroder Silvia Rupil                   |                                                             | Magda Genuin Elisa Brocard                             | Magda Genuin/Elisa Brocard Debora Agreiter/Gaia Vuerich Valentina Vuerich/Marina Piller                 | N.D. |
| 2011 | Fiera di Primiero (Team sprint) Forni Avoltri (2x7,5 km-Sprint) Gressoney (10 km)                                         | Classica                                                 | Arianna Follis Antonella Confortola Stephanie Santer             | cancellata | Silvia Rupil Magda Genuin Elisa Brocard                     | Arianna Follis Magda Genuin                                 | Magda Genuin Elisa Brocard Virginia De Martin Topranin | Magda Genuin/Elisa Brocard Francesca Di Sopra/Stephanie Santer Debora Agreiter/Gaia Vuerich             | N.D. |
| 2012 | Fiera di Primiero (Team sprint) Campo Carlo Magno (30 km-Sprint) Schilpario (10 km-5 km-2x7,5 km)                         | Libera (30 km-2x7,5 km) Classica (10 km-5 km-Sprint)     | Debora Agreiter Virginia De Martin Topranin Antonella Confortola | Elisa Brocard Lucia Scardoni Ilaria Debertolis                                                                                   | Elisa Brocard Virginia De Martin Topranin Ilaria Debertolis | Virginia De Martin Topranin Elisa Brocard Veronica Cavallar | Virginia De Martin Topranin Elisa Brocard Gaia Vuerich | Melissa Gorra/Elisa Brocard Marina Piller/Virginia De Martin Topranin Sara Pellegrini/Ilaria Debertolis | N.D. |
| 2013 | Fiera di Primiero (Team sprint) Riale (30 km) Valbondione (Sprint)                                                        | Libera (Sprint) Classica (30 km)                         | Debora Agreiter Virginia De Martin Topranin Elisa Brocard        | |                                                             | N.D.                                                        | Gaia Vuerich Greta Laurent Debora Roncari              | Ilaria Debertolis/Sara Pellegrini Debora Agreiter/Gaia Vuerich Melissa Gorra/Elisa Brocard              | N.D. |
| 2014 | Fiera di Primiero (Team sprint)                                                                                           | Libera (30 km)                                           | Debora Agreiter Marina Piller Ilaria Debertolis                  | Elisa Brocard |                                                             | N.D.                                                        |                                                        | Ilaria Debertolis/Sara Pellegrini Francesca Baudin/Greta Laurent Erica Antoniol/Giulia Stuerz           | N.D. |
| 2015 | Fiera di Primiero (Team sprint)                                                                                           | Classica (30 km)                                         | Giulia Stuerz Lucia Scardoni Virginia De Martin Topranin         | |                                                             | N.D.                                                        |                                                        | Giulia Stuerz/Ilaria Debertolis Francesca Baudin/Greta Laurent Debora Agreiter/Gaia Vuerich             | N.D. |
| 2016 | Fiera di Primiero (Team sprint) Prà del Moro (Sprint) Monte Bondone (30 km)                                               | Libera (30 km-Sprint)                                    | Ilaria Debertolis Debora Agreiter Giulia Stuerz                  | |                                                             | N.D.                                                        | Francesca Baudin Gaia Vuerich Debora Roncari           | Debora Roncari/Gaia Vuerich Giulia Stuerz/Ilaria Debertolis Greta Laurent/Lucia Scardoni                | N.D. |
| 2017 | Fiera di Primiero (Team sprint) Prà del Moro (Sprint) Santa Caterina Valfurva (30 km) Canale d'Agordo (10 km c.-10 km l.) | Libera (10 km-Sprint-Team sprint) Classica (30 km-10 km) | Caterina Ganz Elisa Brocard Sara Pellegrini                      | Lucia Scardoni (C) Caterina Ganz (L) Caterina Ganz (C) Elisa Brocard (L) Sara Pellegrini (C) Sara Pellegrini (L)                 | Caterina Ganz Elisa Brocard Sara Pellegrini                 | N.D.                                                        | Gaia Vuerich Erica Antoniol Caterina Ganz              | Debora Roncari/Gaia Vuerich Greta Laurent/Lucia Scardoni Sara Pellegrini/Erica Antoniol                 | N.D. |
| 2018 | Fiera di Primiero (Team sprint) Valdidentro (10 km l.) Dobbiaco (10 km c.-20 km-Staffetta mista)                          | Libera (10 km) Classica (10 km-20 km)                    | Elisa Brocard Sara Pellegrini Anna Comarella                     | Elisa Brocard (C) Elisa Brocard (L) Sara Pellegrini (C) Lucia Scardoni (L) Virginia De Martin Topranin (C) Ilaria Debertolis (L) | N.D.                                                        | N.D.                                                        |                                                        | Giulia Stuerz/Ilaria Debertolis Greta Laurent/Lucia Scardoni Debora Roncari/Gaia Vuerich                | Elisa Brocard (con Rastelli e De Fabiani) Sara Pellegrini (con Nöckler e Daprà) Virginia De Martin Topranin (con Fantoni e Bertolina)    |
| 2019 | Fiera di Primiero (Team sprint) Campo Carlo Magno (30 km-Staffetta mista) Cogne (10 km-Sprint)                            | Classica (30 km-10 km) Libera (Sprint)                   | Anna Comarella Elisa Brocard Sara Pellegrini                     | Caterina Ganz Anna Comarella Sara Pellegrini                                                                                     | N.D.                                                        | N.D.                                                        | Caterina Ganz Ilaria Debertolis Sara Pellegrini        | N.D. | Anna Comarella (con Daprà e Pellegrino) Elisa Brocard (con Rastelli e De Fabiani) Virginia De Martin Topranin (con Gardener e Bertolina) |

### 2020-2029
| Anno | Luogo                                                                       | Tecnica                                             | 30 km                                             | 20 km                                         | 10 km | Sprint | Team sprint                                                                                     | Staffetta mista |
| ---- | --------------------------------------------------------------------------- | --------------------------------------------------- | ------------------------------------------------- | --------------------------------------------- | --- | --- | ----------------------------------------------------------------------------------------------- | --- |
| 2020 | Spiazzi di Gromo                                                            | Libera                                              | Non disputata causa Covid-19                      | N.D.                                          | Francesca Franchi Sara Pellegrini Ilaria Debertolis                                                                            | Lucia Scardoni Greta Laurent Francesca Franchi                                                                                            | Non disputata causa Covid-19                                                                    | Non disputata causa Covid-19 |
| 2021 | Clusone (Sprint-Team sprint) Passo Cereda (30 km-10 km-Staffetta mista)     | Libera (Team sprint-30 km) Classica (Sprint-10 km)  | Francesca Franchi Ilaria Debertolis Elisa Brocard | N.D.                                          | Anna Comarella Valentina Maj Martina Bellini                                                                                   | Lucia Scardoni Greta Laurent Ilaria Debertolis                                                                                            | Greta Laurent/Lucia Scardoni Ilenia Defrancesco/Elisa Brocard Anna Comarella/Ilaria Debertolis  | Anna Comarella (con Nöckler e Pellegrino) Francesca Franchi (con Salvadori e Graz) Valentina Maj (con Gardener e Bertolina)        |
| 2022 | Dobbiaco (30 km-10 km-Sprint-Staffetta mista)                               | Libera (10 km) Classica (30 km-Sprint)              | Caterina Ganz Lucia Scardoni Martina Di Centa     | N.D.                                          | Lucia Scardoni Elisa Brocard Francesca Franchi                                                                                 | Greta Laurent Lucia Scardoni Caterina Ganz                                                                                                | N.D.                                                                                            | Anna Comarella (con Nöckler e Pellegrino) Lucia Scardoni (con Salvadori e Graz) Elisa Brocard (con Ventura e De Fabiani)           |
| 2023 | Dobbiaco (20 km-10 km-Sprint-Staffetta mista) Lago di Tesero (Sprint-10 km) | Libera (Sprint-20 km-10 km) Classica (Sprint-10 km) | N.D.                                              | cancellata                                    | Martina Di Centa (C) Francesca Franchi (L) Stefania Corradini (C) Martina Bellini (L) Laura Colombo (C) Veronica Silvestri (L) | Nicole Monsorno (C) Federica Sanfilippo (L) Chiara De Zolt Ponte (C) Iris De Martin Pinter (L) Stefania Corrandini (C) Nadine Laurent (L) | Sara Hutter/Federica Sanfilippo Laura Colombo/Federica Cassol Francesca Franchi/Nicole Monsorno | Federica Sanfilippo (con Daprà e Pellegrino) Cristina Pittin (con Montello e De Fabiani) Martina Bellini (con Ventura e Gabrielli) |
| 2024 | Pragelato (20 km-10 km-Sprint-Staffetta mista)                              | Libera (10 km) Classica (Sprint-20 km)              | Martina Di Centa Caterina Ganz Francesca Franchi  | N.D.                                          | Martina Di Centa Martina Bellini Federica Sanfilippo                                                                           | Martina Di Centa Nadine Laurent Federica Cassol                                                                                           | N.D.                                                                                            | Anna Comarella (con Daprà e Ticcò) Nadine Laurent (con Nöckler e Pellegrino) Martina Bellini (con Ventura e Montello)              |
| 2025 | Dobbiaco (30 km-Staffetta mista) Lago di Tesero (Sprint-10 km)              | Libera (10 km) Classica (Sprint-20 km)              | N.D.                                              | Caterina Ganz Anna Comarella Martina Di Centa | Maria Gismondi Martina Di Centa Veronica Silvestri                                                                             | Federica Cassol Nadine Laurent Iris De Martin Pinter                                                                                      | N.D.                                                                                            | cancellata |

## Classifica Assoluti
| Medagliere complessivo | Medagliere complessivo | Medagliere complessivo | Medagliere complessivo | Medagliere complessivo | Medagliere complessivo |
| #                      | Atleta                 | Totale                 | Oro                    | Argento                | Bronzo                 |
| ---------------------- | ---------------------- | ---------------------- | ---------------------- | ---------------------- | ---------------------- |
| 1                      | Stefania Belmondo      | 38                     | 33                     | 3                      | 2                      |
| 2                      |                        |                        |                        |                        |                        |
| 3                      |                        |                        |                        |                        |                        |
| 4                      |                        |                        |                        |                        |                        |
| 5                      |                        |                        |                        |                        |                        |
| 6                      |                        |                        |                        |                        |                        |
| 7                      |                        |                        |                        |                        |                        |
| 8                      |                        |                        |                        |                        |                        |
| 9                      |                        |                        |                        |                        |                        |
| 10                     |                        |                        |                        |                        |                        |

- Per il conteggio totale vengono presi in considerazione solo i titoli individuali.

### 20km
| Pos. |  | Oro | Argento | Bronzo | Totale* |
| ---- |  | --- | ------- | ------ | ------- |
| 1.   |  |     |         |        |         |
| 2.   |  |     |         |        |         |
| 3.   |  |     |         |        |         |
| 4.   |  |     |         |        |         |
| 5.   |  |     |         |        |         |

* Classifica aggiornata al 

### 10km
| Pos. |  | Oro | Argento | Bronzo | Totale* |
| ---- |  | --- | ------- | ------ | ------- |
| 1.   |  |     |         |        |         |
| 2.   |  |     |         |        |         |
| 3.   |  |     |         |        |         |
| 4.   |  |     |         |        |         |
| 5.   |  |     |         |        |         |

* Classifica aggiornata al 

### Sprint
| Pos. |  | Oro | Argento | Bronzo | Totale* |
| ---- |  | --- | ------- | ------ | ------- |
| 1.   |  |     |         |        |         |
| 2.   |  |     |         |        |         |
| 3.   |  |     |         |        |         |
| 4.   |  |     |         |        |         |
| 5.   |  |     |         |        |         |

* Classifica aggiornata al 

### 30km
| Pos. |  | Oro | Argento | Bronzo | Totale* |
| ---- |  | --- | ------- | ------ | ------- |
| 1.   |  |     |         |        |         |
| 2.   |  |     |         |        |         |
| 3.   |  |     |         |        |         |
| 4.   |  |     |         |        |         |
| 5.   |  |     |         |        |         |

* Classifica aggiornata al 

### 15km
| Pos. |  | Oro | Argento | Bronzo | Totale* |
| ---- |  | --- | ------- | ------ | ------- |
| 1.   |  |     |         |        |         |
| 2.   |  |     |         |        |         |
| 3.   |  |     |         |        |         |
| 4.   |  |     |         |        |         |
| 5.   |  |     |         |        |         |

* Classifica aggiornata al 

### 7.5km
| Pos. |  | Oro | Argento | Bronzo | Totale* |
| ---- |  | --- | ------- | ------ | ------- |
| 1.   |  |     |         |        |         |
| 2.   |  |     |         |        |         |
| 3.   |  |     |         |        |         |
| 4.   |  |     |         |        |         |
| 5.   |  |     |         |        |         |

* Classifica aggiornata al 

### 2x7.5km
| Pos. |  | Oro | Argento | Bronzo | Totale* |
| ---- |  | --- | ------- | ------ | ------- |
| 1.   |  |     |         |        |         |
| 2.   |  |     |         |        |         |
| 3.   |  |     |         |        |         |
| 4.   |  |     |         |        |         |
| 5.   |  |     |         |        |         |

* Classifica aggiornata al 

### 5km
| Pos. |  | Oro | Argento | Bronzo | Totale* |
| ---- |  | --- | ------- | ------ | ------- |
| 1.   |  |     |         |        |         |
| 2.   |  |     |         |        |         |
| 3.   |  |     |         |        |         |
| 4.   |  |     |         |        |         |
| 5.   |  |     |         |        |         |

* Classifica aggiornata al 

## Atlete più premiate e vincenti

### 20km
- Atleta più premiata vincente: Maria Canins

### 30km
- Atleta più premiata e vincente: Stefania Belmondo

### 15km
- Atleta più premiata e vincente: Stefania Belmondo

### 2x7,5km
- Atleta più premiata e vincente: Sabina Valbusa

### 10km
- Atleta più vincente: Stefania Belmondo
- Atleta più premiata: Sabina Valbusa

### 7,5km
- Atleta più premiata e vincente: Sabina Valbusa

### 5km
- Atleta più premiata e vincente: Stefania Belmondo

### Sprint
- Atleta più premiata e vincente: Magda Genuin

### Assoluti
- Atleta più premiata e vincente: Stefania Belmondo